# Górka (Brzezówka)
Górka – część wsi Brzezówka w Polsce, położona w województwie małopolskim, w powiecie dąbrowskim, w gminie Szczucin.
W latach 1975–1998 Górka należała administracyjnie do województwa tarnowskiego.